# Барбера (виноград)
Барбера (Перриконе, Пиньятелло) — сорт чёрного винограда, используемый для производства красных вин, преимущественно в Пьемонте.
Относится к эколого-географической группе западноевропейских сортов винограда. Впервые сорт был упомянут в кадастровом документе (1512 год), выданном муниципалитетом города Кьери. Выращивают в основном на северо-западе Италии. В начале XXI века появились виноградники в Аргентине, США, Австралии.
Сила роста лозы сильная. Лист средний, пятилопастный. У листьев опушение на нижней поверхности. Гроздь средняя конической формы или крупная с ярко выраженными крыльями. Ягоды средней и мелкой величины, округлые, чёрная. Урожайность этого сорта винограда сильно зависит от условий, но, как правило, высока. Относится к сортам позднего периода созревания.
На основе барберы вырабатываются сухие столовые вина с невысоким уровнем танинов и выраженной кислотностью. Для этих вин свойственны ноты вишни и черники; длительная выдержка обычно не предполагается. На производстве вин из барберы специализируются аппелласьоны Барбера д’Асти (Barbera d’Asti) и Барбера д’Альба (Barbera d’Alba). 
Не путать с барбареско — премиальным пьемонтским вином из винограда сорта неббиоло.